# Matilda Mörk
Matilda Mörk, född 12 oktober 1976 i Stockholm, är en svensk jazzsångerska.

## Biografi
Matilda Mörk kommer från en dans- och teaterfamilj. Hon gick teaterlinjen på Södra Latin 1992-94, på Commedia school i Köpenhamn 1996–98 samt teaterskolan Ecole Phillipe Gaulier i London 1998–99. Hon har fått sångundervisning i Köpenhamn av Bente Zaber och i Stockholm av Ragnhild Sjögren

## Skådespelarkarriär
Matilda Mörk har på Dramaten 2001 uppträtt i En midsommarnattsdröm 2001 som Titanias älvor och i Pinocchio som Bella samma år samt 2004 i A Clockwork Orange som MakeUp-artist och i Tre knivar från Wei som Shan Hua.
På Stockholms stadsteater har hon uppträtt i Elins pjäs, soppteatern 2006 och Blonde on blonde on blonde, soppteatern 2010
2007 hade hon på Mosebacke urpremiär på krogshowen Blonde on blonde on blonde där hon var upphovsman tillsammans med artisterna Kajsa Staaf och Emelie Nyman

## Teater

### Roller
| År   | Roll                                   | Produktion                                                            | Regi                  | Teater   |
| ---- | -------------------------------------- | --------------------------------------------------------------------- | --------------------- | -------- |
| 2001 | Titanias älva                          | En midsommarnattsdröm (A Midsummer Night's Dream) William Shakespeare | John Caird            | Dramaten |
| 2001 | Bella Pulcinella Falken Kanin          | Pinocchio Carlo Collodi                                               | Agneta Ehrensvärd     | Dramaten |
| 2004 | Sminkös Strippa Sjuksköterska Georgina | A Clockwork Orange 2004 Anthony Burgess                               | Kasper Bech Holten    | Dramaten |
| 2004 | Shan Hua                               | Tre knivar från Wei Harry Martinson                                   | Staffan Valdemar Holm | Dramaten |

## Diskografi
- 2011 – Rastlös (Ladybird Naxos)
- 2014 – Matilda Mörk (Ladybird Naxos)